# Таламо-коленчатая артерия
Парные (левая и правая) таламо-коленчатые артерии (лат. arteriae thalamo-geniculatae) — это небольшие артерии, ответвляющиеся от задней мозговой артерии и кровоснабжающие заднюю часть таламуса, а также метаталамус — латеральное коленчатое тело и медиальное коленчатое тело.